# Geocaching
Geocaching er en sport, hvor man ved hjælp af en GPS-modtager eller en smartphone finder geocacher, som er "skatte" der er placeret over hele verden.
Turen starter på internettet hvor man på Geocaching.com finder geocachens koordinaterne som man navigerer efter ved hjælp af gps'en.
Der finder man også en beskrivelse af stedet og et hint til hvor man finder geocachen, som er turens mål. 
Geocachen kan være en boks på 0,5 - 2 liter, som så typisk er en plastbeholder beregnet til at opbevare madvarer i et køleskab eller en ammunitionskasse fra et militært overskudslager. Ikke mindst i bymæssige områder kan beholderen også være meget mindre, ofte under 0,1 liter og somme tider kun få milliliter.
Der vil ofte være små billige genstande i de beholdere der har plads til det. Man kan så tage en af genstandene mod at lægge en anden genstand i stedet. Derfor medbringer mange (især når man har børn med) nogle små ting til at bytte med. Ideen er at man tager en ting og lægger en ny ting i de geocacher man finder. Det kan være en hoppebold, en lup, en lille lygte, et stykke legetøj eller lignende til en værdi af 5-10 kr. Man kan også være heldig at finde en geocoin eller en travelbug, som er særlige genstande der er på rejse fra geocache til geocache..
Nogle cachere (dem som går på skattejagt) lægger også en signaturting: En lille ting som de lægger i de geocacher som de finder. Det kan være en lille mariehøne, en glasdelfin, en golftee, osv. Nogle går meget op i at være den første, der finder en nyudlagt cache. I mange danske geocacher er der et FFC, "first finder certificate".
Der må ikke lægges madvarer, blomster eller andre ting som kan tiltrække dyr eller mugne. Der må heller ikke lægges alkohol, fyrværkeri eller cigaretter.
Ting som det er strafbart at besidde, må naturligvis heller ikke lægges.
I geocachen findes der altid en logbog, som man skriver i. Efterfølgende logges fundet på geocachens side på internettet (Geocaching.com).
Skattejægerne er en blandet flok: Der er pensionister, som får et mål med en udflugt; der er småbørnsfamilier, hvor det store er at finde skatten; og der er de fanatiske, som står op midt om natten for at blive den første der finder en ny cache.

## Geocachingens historie
Geocaching blev muligt da "selective availability" i GPS-systemet blev slået fra 1. maj 2000. Den første dokumenterede cacheplacering skete den 3. maj 2000, foretaget af Dave Ulmer fra Beaver Creek i Oregon. Placeringen blev offentliggjort på Usenet nyhedsgruppen news://sci.geo.satellite-nav. Den 6. maj var cachen blevet fundet to gange, og logget en gang (af Mike Teague fra Vancouver i Washington). I dag er der blandt andet en mindeplade på koordinaterne (N 45° 17.460 W 122° 24.800) for den første geocache og den kan fortsat logges.
Pr. 25. oktober 2010 findes der 1.223.774 geocaches gemt i over 222 lande, registrerede på forskellige hjemmesider der har geocaching som emne.
|                | Antal   | Traditional | Multi  | Virtual | Letterbox | Mystery | Webcam | Earth | Wherigo |
| -------------- | ------- | ----------- | ------ | ------- | --------- | ------- | ------ | ----- | ------- |
| Marts 2007     | 2.900   | -           | -      | -       | -         | -       | -      | -     | -       |
| Maj 2008       | 6.000+  | -           | -      | -       | -         | -       | -      | -     | -       |
| December 2008  | 8.400+  | -           | -      | -       | -         | -       | -      | -     | -       |
| April 2009     | 9.100+  | -           | -      | -       | -         | -       | -      | -     | -       |
| Juni 2009      | 10.000+ | -           | -      | -       | -         | -       | -      | -     | -       |
| September 2009 | 11.200+ | -           | -      | -       | -         | -       | -      | -     | -       |
| November 2009  | 11.500+ | -           | -      | -       | -         | -       | -      | -     | -       |
| Oktober 2010   | 15.600+ | -           | -      | -       | -         | -       | -      | -     | -       |
| Februar 2012   | 20.800+ | 14.500+     | 2.100+ | 37      | 28        | 4.000+  | 5      | 77    | 59      |
| Februar 2014   | 29.800+ | 21.200+     | 2.400+ | 9       | 113       | 5.700+  | 4      | 108   | 81      |

## Cachetyper
Der findes flere forskellige typer caches:
Den traditionelle
Dette er den typiske cache. Dens position er kendt inden man begynder at lede efter den.
Multi-cache
For at finde en multicache skal man finde yderligere information et eller flere andre steder inden man kan begynde at lede efter den. Et eksempel kunne være at man skal benytte opførelsesdatoen for et bestemt bygningsværk til at beregne den endelige placering.
Mystery cache (også kaldet unknown cache)
Her skal man løse en eller anden form for opgave før man kan finde cachen. Det kan f.eks. være en matematisk/logisk opgave eller en opgave der kræver at man tænker kreativt og utraditionelt, den kan være let eller meget svær – kun fantasien sætter grænser.
Virtuel cache
Denne cache findes ikke fysisk. Opgaven er at finde frem til et bestemt sted, og på det sted finde svaret på et spørgsmål der kun kan besvares der. Stedet indbyder som oftest ikke til at lægge en normal cache i nærheden. Cachetypen er nu nedlagt på geocaching.com, men der findes stadig nogle stykker. På opencaching.com er det stadig muligt at oprette virtuelle caches. Desuden kan man geocaching.com oprette en "groundspeak challenge" (som premium member), eller man kan registrere et interessant sted på waymarking.com.
Earthcache
En earthcache er en speciel type virtuel cache, der findes på et sted med unik geologisk værdi. Der findes efterhånden flere danske earthcacher. En var placeret ved en blotlagt lerformation på Æbelø, hvor kravet for at kunne logge cachen som fundet var at man uploadede et billede af sig selv foran formationen. Cachen er nu nedlagt da kravene til sådanne caches er skærpet, så der nu også skal være en lærerig opgave der også skal besvares.
Events
Events er et aftalt møde mellem flere geocachere på et givet sted, med det formål at mødes om geocaching relaterede emner. Det kan være at finde et antal nye caches, eller blot at beundre hinandens udstyr og eller samlinger af diverse genstande f.eks. geocoins.

### Labcache
En cachetype, der bliver frigivet i et kortere tidsrum mens der foregår et megaevent. Labcachen er udviklet til at prøve forskellige typer cacher af. Et eksempel på en labcache er at skulle finde det skjulte ord for at kunne logge cachen. Der er til forskel fra almindelige cacher en rangliste over, hvem der fandt cachen først eller logger den online først. "Where is Signal the Frog" er et eksempel på en labcache, hvor geocacheren skal finde et kodeord og derefter finde en cache.